# Tramway de Sofia
Le tramway de Sofia est le réseau de tramways de la ville de Sofia, capitale de la Bulgarie. Ouvert en 1901, il compte aujourd'hui 17 lignes. Le réseau utilise un écartement des voies de 1009 mm pour la majeure partie de son réseau, et 1435 mm pour les lignes 20 à 23.

## Réseau actuel

### Liste des lignes
| 1                                                               | Quartier Ivan Vazov - Palais national de la culture- Gare centrale - Nadlez Nadejda               |
| 3                                                               | Zaharna Fabrika - Gare centrale - Quartier Orlandovci                                             |
| 4                                                               | Boulevard Nikola Petkov - Boulevard Buckstone - Place Macedonia - Quartier Orlandovci             |
| 5                                                               | Palais de Justice - Marché Krasno selo market - Quartier Kniajevo                                 |
| 6                                                               | 'Quartier Ivan Vazov' - Pette kyosheta - Quartier Obelya 2                                        |
| 7                                                               | Quartier Borovo - Palais nationale de la culture- Pette kyosheta- Gare centrale- Metro Han Kubrat |
| 8                                                               | Complexe Lyulin-5 - Boulevard Vardar - Palais de justice                                          |
| 10                                                              | Parc Zapaden - Mall of Sofia - Metro Vitosha                                                      |
| 11                                                              | 'Quartier Kniajevo ' - Boulevard Todor Alexandrov - Quartier Ilianci                              |
| 12                                                              | Journalist square - Hristo Botev boulevard - Ilianci quarter                                      |
| 18                                                              | Ambassade Russe - Place Slaveikov - Quartier Orlandovci                                           |
| 20                                                              | Dépôt d'Iskar Depot - Boulevard Knyaz Aleksandar Dondukov - Metro Opalchenska                     |
| 21                                                              | Geo Milev - Gare de Poduyane - Metro Opalchenska                                                  |
| 22                                                              | Autostation Est - BoulevardKnyaz Aleksandar Dondukov - Dépôt Krasna Polyana                       |
| 23                                                              | Théatre Mladezhki - Rue Iskarsko Shose -Boulevard de Copenhague - Rue Obikolna                    |
| 27                                                              | Gare de Sofia Sever - gare centrale - Manastirski Livadi Ouest                                    |
| - Écartement des rails: 1009 mm - Écartement des rails: 1435 mm |                                                                                                   |

## Matériel roulant
Début 2013, une commande de 20 rames Swing à plancher bas est passée auprès du constructeur polonais PESA. Le montant de la commande est de 50 millions d'euros et les livraisons sont prévues pour 2014. En février 2015, la compagnie exerce une option pour cinq rames supplémentaires.
En 2017, Škoda est retenu pour fournir 13 rames proches du modèle 15 T  mais cette commande n'est toutefois jamais confirmé et le constructeur conteste cette décision sans succès.
Entre 2016 et 2019, le réseau récupère 40 rames Tatra T6A5 du tramway de Prague qui réformait ces rames progressivement. Certaines rames sont passés par une rénovation avant de circuler sur leur nouveau réseau. En 2020, 15 rames supplémentaires du même modèle sont achetés à Prague, certains servant de pièces détachées pour le reste du parc.
| Image | Modèle                             | Années de construction | Quantité |
| ----- | ---------------------------------- | ---------------------- | -------- |
|       | Düwag GT8 (bidirectionnelle)       | 1960 - 1965            | 5        |
|       | Tramkar Т8К-503 (bidirectionnelle) | 2000                   | 9        |
|       | Tramkar Т8М-700М                   | 1999                   | 5        |
|       | Tramkar / Inekon T8M-700 IT        | 2008 - 2009            | 18       |
|       | ČKD Tatra T6A2/SF                  | 1990 - 1999            | 57       |
|       | ČKD Tatra T6B5                     | 1989                   | 37       |
|       | ČKD Tatra T6А5                     | 1995 - 1997            | 40       |
|       | Schindler AG Be 4/6                | 1990                   | 28       |
|       | PESA Swing 122 NaSF                | 2014 - 2023            | 67       |